# ツインチップ

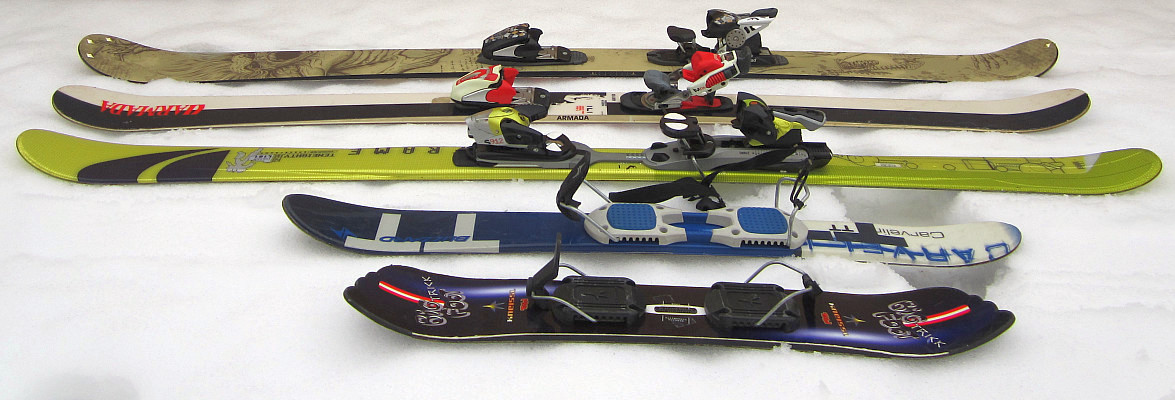
さまざまなツインチップスキー（奥からバックカントリー用ファットスキー、フリースタイル用スキー2本、手前の短い板2本はスキーボード）

ツインチップ（twin-tip）とは、スキーやスノーボードの前端と後端の双方が上に曲がった形状をいう。通常の板と異なり後端も上向きになっているために、後方への滑走（スイッチ）やジャンプ時に後ろ向きの着地がしやすい。ツインチップという名称は、板の双方がチップ（tip、前端）であることから来ている。

## 歴史

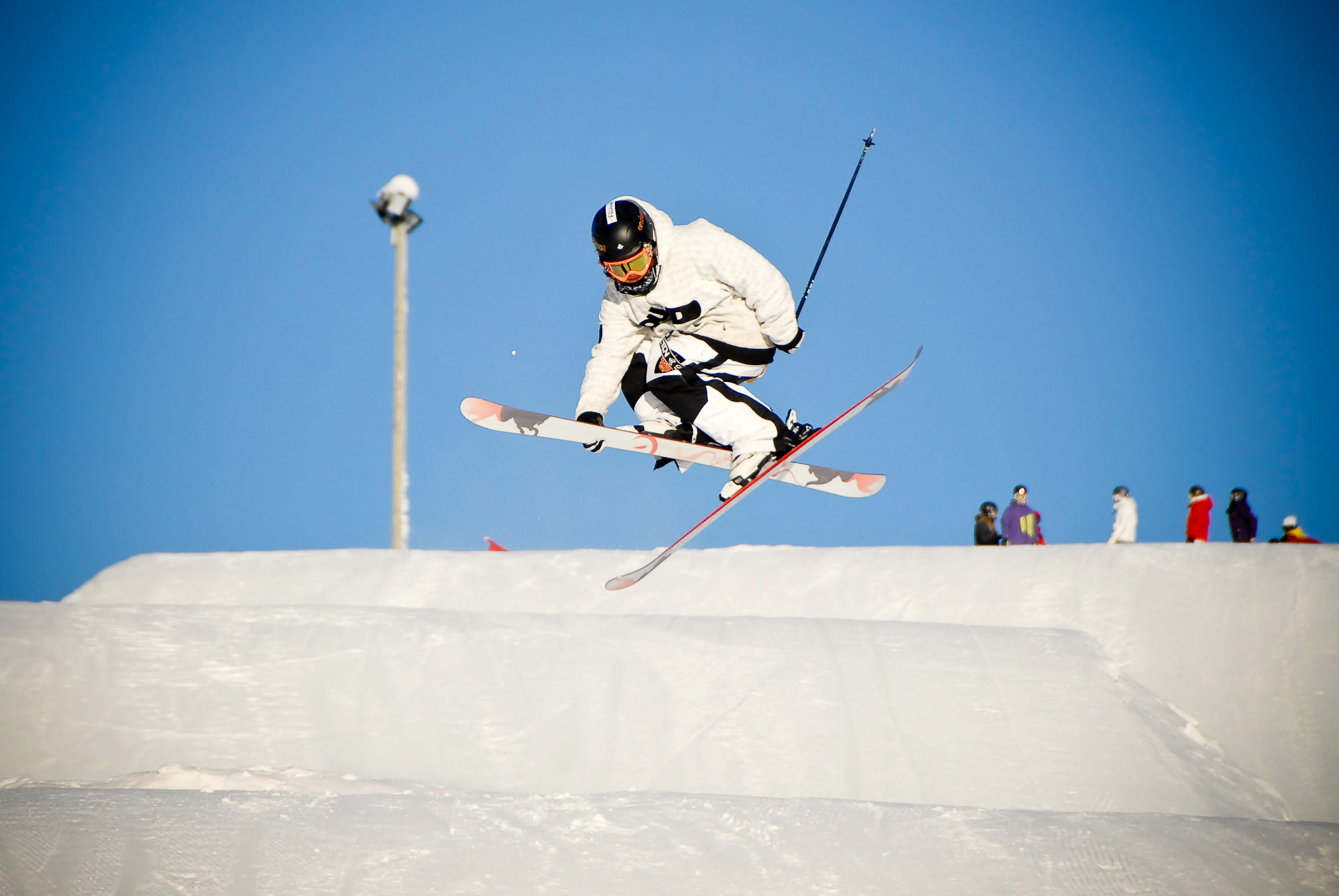
板の両端が上向きになっている

1970年代にフリースタイルの競技会が開催されるようになり、ツインチップはテレインパークやハーフパイプ向けに設計された。スキー市場では1998年にサロモンの1080モデルが成功を収めて以降、他のスキーにおいてもツインチップが急速に人気を得、バックカントリースキーやテレマークスキーなどでも見られるようになっている。